# ایران در ۲۰۰۵
ایران در ۲۰۰۵' گاه‌شماری از مهم‌ترین رویدادها در سال ۲۰۰۵ در کشور ایران است.

## حاکمان
- مقام معظم رهبری: علی خامنه ای
- رئیس‌جمهور: محمد خاتمی (تا ۳ مرداد)، محمود احمدی‌نژاد (از ۳ مرداد)
- نایب رئیس: محمدرضا عارف (تا ۲۰ شهریور)، پرویز داودی (از ۲۰ شهریور)
- رئیس دادگستری: محمود هاشمی شاهرودی

## رویدادها
- از سال ۲۰۰۴ تا ۲۰۰۵ - کانادا سفیر خود در ایران را فراخوانی می‌کند و در سال ۲۰۰۵ مجدداً اعلام می‌کند که تا زمانی که ایران دربارهٔ تحقیقات جهانی دربارهٔ مرگ زهرا کاظمی نظر مشابهی نداشته باشد، کانادا روابط سیاسی خود را با ایران از سر نخواهد گرفت.[۱]